# Škanjci
Škanjci (Buteoninae) su potporodica ptica u porodici jastrebova (Accipitridae).
To su grabljivice izuzetno oštrog vida koje lovinu pronalaze u blizini naseljenih mjesta, ali i u drugim područjima, daleko od civilizacije. Prirodnih neprijatelja praktično i nemaju jer se gnijezde na nepristupačnim mjestima, gdje i podižu podmladak. 

## Rodovi
1. Percnohierax
2. Geranospiza
3. Geranoaetus
4. Buteo
5. Parabuteo
6. Buteogallus
7. Busarellus
8. Leucopternis
9. Kaupifalco
10. Butastur
11. Rupornis
12. †Bermuteo

izvori za rodove

## Neke vrste
- Bjelorepi škanjac
- Obični škanjac
- Škanjac gaćar (Buteo lagopua)

## Drugi projekti
|  | Wikivrste imaju podatke o taksonu škanjcima |